# Шраттенталь
Шраттенталь (нем. Schrattenthal) — город  в Австрии, в федеральной земле Нижняя Австрия. 
Входит в состав округа Холлабрун.  Население составляет 894 человека (на 31 декабря 2005 года). Занимает площадь 22,43 км². Официальный код  —  31041.

## Политическая ситуация
Бургомистр коммуны — Вернер Грольи (АНП) по результатам выборов 2005 года.
Совет представителей коммуны (нем. Gemeinderat) состоит из 15 мест.
- АНП занимает 9 мест.
- СДПА занимает 6 мест.